# Mario Agliati
Mario Agliati (Lugano, 29 gennaio 1922 – Lugano, 15 ottobre 2011) è stato uno scrittore, giornalista e storico svizzero-italiano.

## Biografia
Figlio di Carlo, pittore e decoratore di origine comasche, e di Aurelia Biaggi di Cureggia, era nato a Lugano nel quartiere del Forte e aveva frequentato la scuola magistrale di Locarno, conseguendo poi il diploma d'insegnamento medio all'Università di Friburgo.
Lo scrittore racconta di essere cresciuto a cavallo tra due realtà: il mondo operaio e artigiano del suo quartiere a Lugano e quello contadino della famiglia materna a Cureggia. Suo padre, nonostante non avesse una formazione avanzata, nutriva un profondo amore per la cultura, con una predilezione speciale per l'opera lirica e per autori come De Amicis, Fogazzaro e Manzoni, passione che trasmise al figlio.
Fu attivo all'inizio della sua carriera come giornalista per la Gazzetta Ticinese e poi più regolarmente con il Corriere del Ticino ma non coltivò questa carriera sia perché aveva diverse aspirazioni sia perché il guadagno non era sufficiente. Dal 1951 fino al 1983 fu insegnante presso la scuola professionale commerciale di Lugano.
Descritto come una persona "mite e discreta", Agliati nutriva una profonda passione per la storia locale, che esplorava sia attraverso racconti che mediante testi storici.
Nei suoi romanzi, Agliati ritraeva con nostalgia una Lugano caratterizzata dalle sue edicole e osterie, abitata da personaggi pittoreschi. Questa città stava lentamente scomparendo, travolta dal progresso economico e dalla speculazione edilizia che trasformava interi quartieri, lasciando poco spazio alla Lugano di un tempo.
Il suo stile narrativo era garbato ma spesso permeato di ironia.
Nonostante la sua indole pacata, Agliati si dimostrava risoluto nel combattere le politiche di rinnovamento urbano che minacciavano l'eredità architettonica della città. Fu particolarmente attivo nella difesa di edifici storici, come dimostra il suo impegno riuscito a preservare la chiesetta di San Carlo in via Nassa. Tuttavia, non riuscì a salvare il ristorante Venezia, situato in un chiostro di un antico convento ai piedi della salita Chiattone, demolito nel 1974.
Aveva sviluppato fin da ragazzo anche l'hobby della pittura disegnando piccoli quadri che donava ad amici e familiari e quello della bicicletta per cui era anche appassionato anche di ciclismo.
Era sposato con Clara De Vecchi con cui aveva avuto cinque figli: Mariangela, Aurelia, Maddalena e Carlo, che poi ha proseguito la sua attività della rivista Il Cantonetto.
È possibile ascoltare un'intervista di Werther Futterlieb allo scrittore per la radio della Svizzera italiana in cui lo scrittore descrive tutto il suo percorso letterario e una per la televisione della Svizzera italiana da parte di Romano Venziani per il programma "Paese che vai".

## Premi
Agliati ha ricevuto il Premio Schiller. il Premio Lago Maggiore ed era Cavaliere della Repubblica italiana.

## Il Cantonetto
Fu fondatore nel marzo 1953 della rivista Il Cantonetto che doveva rappresentare la "Lugano del buon tempo antico" e che ha diretto fino al 2010. Come lui racconta, la sua idea era quella di seguire l'esempio della Napoli nobilissima di Benedetto Croce, quindi di creare una rivista tutta dedicata alla storia locale. La rivista prendeva il nome da una vecchia osteria presente a Lugano in Via Canova.
La rivista era stampata a Lugano dalla Tipografia Editrice di Carlo e Gianni Grassi, la stessa del Corriere del Ticino.
Insieme alla rivista nacquero poi le Edizioni del Cantonetto soprattutto per pubblicare poesie dialettali e raccolte di prosa e saggi e, negli anni Cinquanta, il Premio Cantonetto di poesia dialettale.
Collaborarono alla rivista e alle edizioni scrittori e artisti ticinesi come Piero Bianconi, Francesco Chiesa, Luigi Menapace e Bruno Caizzi.

## Opere

### Opere storiche
- Mario Agliati, La sezione Baretti, Lugano, Collana di Lugano, 1951.
- Mario Agliati, La sposina del 1909, Lugano, Gaggini & Bizzozzero, 1959.[13]
- Mario Agliati, Lugano del buon tempo, Lugano, Edizioni del Cantonetto, 1963.
- Mario Agliati, Il teatro Apollo di Lugano, 1967.
- Mario Agliati, Storia della Svizzera, II, 1969.[14]
- Mario Agliati e Rodolfo Mosca, Ottobre 1925: l’Europa a Locarno, Locarno, 1975.
- Mario Agliati, Carte da caffè, Lugano, Edizioni del Cantonetto, 1977.
- Mario Agliati, Il Cantone Ticino nei primi anni della sua autonomia, 1803-1814, con cenni all'età precedente, 1978.
- Mario Agliati, Giuseppe Mondada e Fernando Zappa, Così era il Ticino, Armando Dadò editore, 1992.
- Mario Agliati, Il tempietto di due Santi e di due città. Da Sant'Antonio da Padova in Lugano a San Lucio papa in Brugherio, 1994.
- Mario Agliati, Lugano: racconto di ieri e di oggi, 1999.
- Mario Agliati, Il mio Bartali, Lugano, Casagrande-Fida-Sapiens, 2000.[15]
- Mario Agliati, La storia del Corriere del Ticino, Lugano, Casagrande, 2000.

### Opere letterarie
- Mario Agliati, L'erba voglio, Locarno, Edizioni del Cantonetto, 1966. Romanzo autobiografico[5][16].
- Mario Agliati, I problemi del professor Pilati, 1987. Raccolta di racconti[17].
- Mario Agliati, La profezia del dottor Donzelli, 1991. Raccolta di racconti.